# 외투세포 림프종
외투세포 림프종(Mantle cell lymphoma, MCL)은 비호지킨 림프종(NHL)의 한 유형으로, NHL 사례의 약 6%를 차지한다. 림프절의 외투막 구역의 이름을 따서 명명되었다.
외투세포 림프종은 정상 생식 중심 여포를 둘러싸는 외투세포영역 내의 CD5 양성 항원 순진 배아 중심 B 세포로 인한 B 세포 림프종의 하위 유형이다. 외투세포는 일반적으로 DNA의 염색체 전위인 t(11:14) 전위로 인해 사이클린 D1을 과발현한다.

## 징후 및 증상
외투세포 림프종 환자는 일반적으로 60세에서 70세 사이의 평균 발병 연령과 함께 나중에 증상을 나타낸다. 사람들은 일반적으로 열, 오한 및 야간 발한을 포함하는 B 증상이 있는 비국소화 림프절병증(림프절 비대)이 때때로 나타난다. 환자의 80%는 골수, 간 또는 위장관 침범과 함께 진단 시점에 3기 또는 4기 질환(진행성 질환)을 보인다. 환자의 25%는 크기가 10cm 이상인 림프절을 특징으로 하는 부피가 큰 림프절병증을 보인다. 다른 환자들은 중추 신경계 침범을 나타낼 수 있으며 이는 매우 불량한 예후와 관련이 있다.
비결절 외투세포 림프종으로 알려진 희귀 하위 유형은 순환하는 림프종 세포(백혈병 발현)와 함께 림프절 종창(비결절) 없이 나타난다. 이 유형의 외투세포 림프종은 더 나태하고 무증상이며 천천히 진행되는 과정과 관련이 있지만 공격적인 형태로의 악성 변형이 가능하다.
외투세포 림프종은 드물게 모기 물림에 대한 심각한 알레르기 반응과 관련이 있는 것으로 보고되었다. 이러한 반응은 모기에 물린 부위에 대한 광범위한 알레르기 반응을 포함하며, 이는 고통스럽고 괴사를 수반할 수 있는 매우 확대된 물린 부위부터 전신 증상(예: 열, 종창 림프절, 복통 및 설사) 또는 극히 드문 경우에 생명에 이르기까지 다양하다. 이 중 몇 가지 경우에서 모기에 물린 알레르기(MBA) 반응이 외투세포 림프종 진단 전에 발생하여 MBA가 초기 발달 외투세포 림프종의 징후일 수 있음을 시사한다.